# Rue Saint-Hyacinthe-Saint-Michel

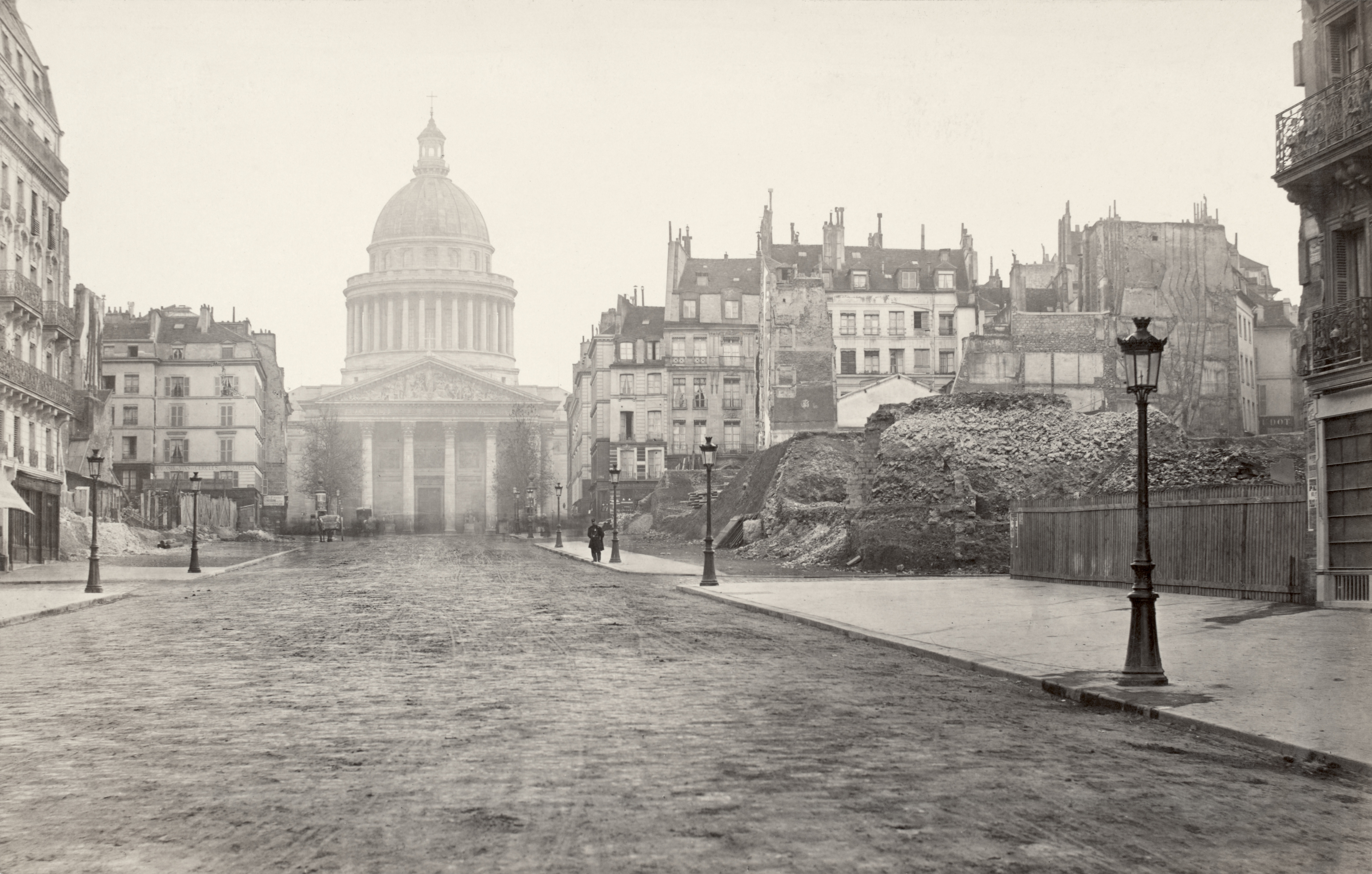
Démolition de la rue Saint-Hyacinthe-Saint-Michel (photographie de Charles Marville.

La rue Saint-Hyacinthe-Saint-Michel est une ancienne voie de Paris. Elle est supprimée en grande partie dans la seconde partie du XIXe siècle, la courte section restante étant rebaptisée « rue Paillet », puis incorporée à la rue Malebranche.

## Situation
La rue, longue de 34 m, commençait à l'intersection de la rue de la Harpe et de la rue d'Enfer (ancienne place Saint-Michel) et finissait rue Saint-Jacques,,.
Elle était située dans l'ancien 11e arrondissement, dans le quartier de la Sorbonne.

## Origine du nom
Cette dénomination a pour origine la proximité du couvent des Jacobins de la rue Saint-Jacques, saint Hyacinthe, religieux de l'ordre de Saint-Dominique, étant vénéré par ces frères. L'épithète « Saint-Michel » permettait de la distinguer de la rue Saint-Hyacinthe-Saint-Honoré.

## Histoire

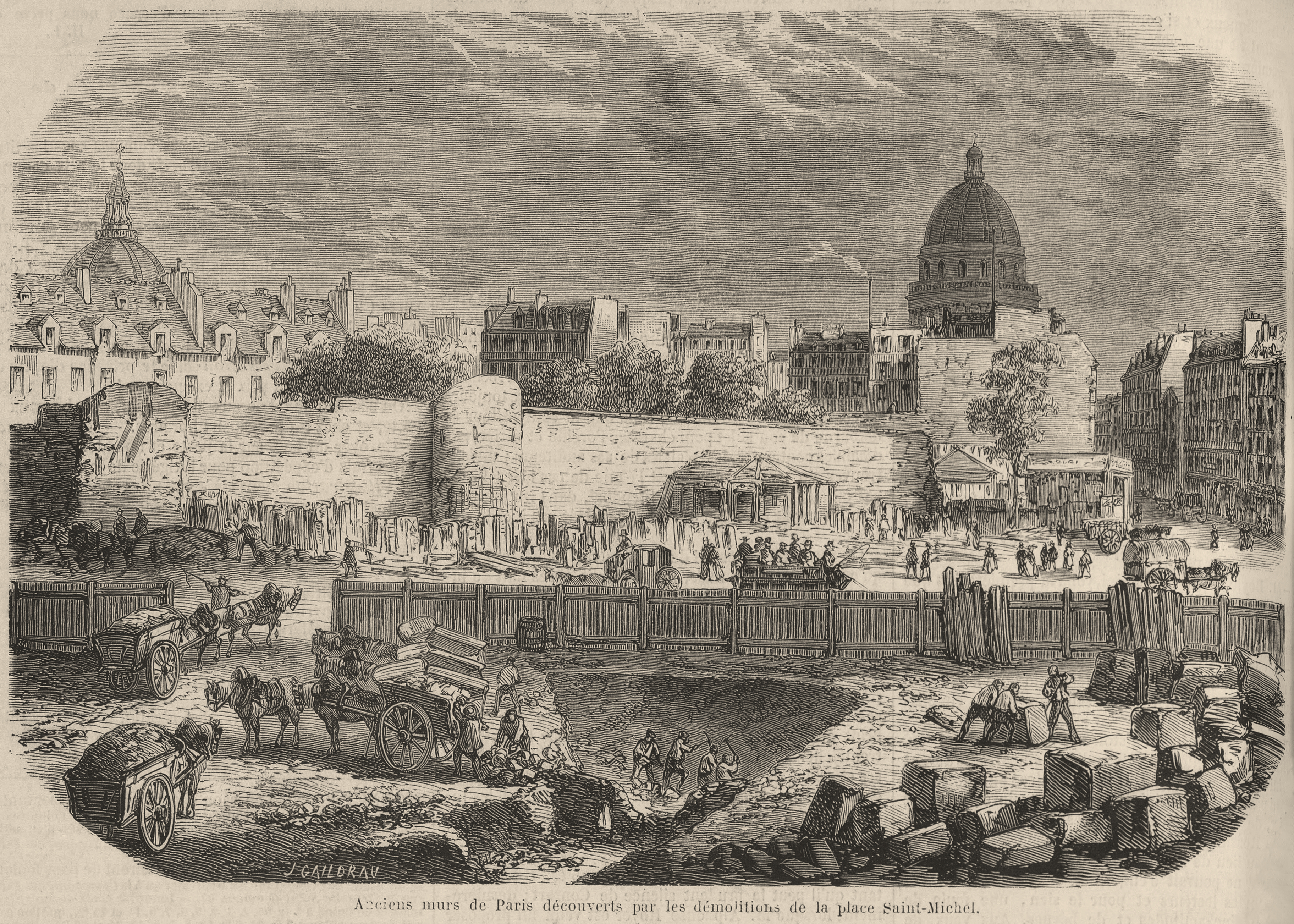
Ancienne enceinte découverte par les démolitions de la place Saint-Michel et de la rue Saint-Hyacinthe vers 1860.

La voie est tracée vers 1650 à l'emplacement des anciens fossés de l'enceinte de Philippe Auguste dont le roi a fait don à la ville de Paris par lettres patentes du 7 juillet 1646. Elle est dénommée « rue sur le Rempart », puis « rue des Fossés », « rue des Fossés-Saint-Jacques » et enfin « rue Saint-Hyacinthe-Saint-Michel ».
Le prolongement de la rue Soufflot jusqu'au jardin du Luxembourg et le percement du boulevard Saint-Michel entrainent la disparition de la majeure partie de la rue (à l'ouest de l'actuelle rue Paillet). Le percement de la rue Soufflot est achevé en 1877.
En 1864, la partie restante est renommée « rue Paillet ». En 1877, cette section est incorporée à la rue Malebranche.